# Сєднєв Євген Іванович
Сєднєв Євген Іванович (нар. 10 червня 1930, Горлівка, Сталінська область, СРСР — 29 червня 2015) — радянський та український поет.

## Біографія
Народився 1930 року в селищі шахти «Комсомолець» у Горлівці.

## Освіта
У 1942 році Євген Сєднєв отримав поранення, у результаті якого повністю втратив зір. З 1944 року жив у місті Дзержинськ.
1949—1952 роки — навчався у Одеській республіканській школі баяністів-інвалідів Другої світової війни.

## Трудова діяльність
Був автором понад трьохсот пісень, багато з яких були включені до колекції «Душі срібні струни» (Души серебряные струны).
З 1952 року — член об'єднання самодіяльних композиторів.
Тоді ж був опублікований його перший вірш «Шахтарська гвардія».
Був автором більш трьохсот пісень, декілька з яких увійшли до збірки «Душі срібні струни».
З 1960 року — член літературної студії «Муза» газети «Дзержинський шахтар».
Друкувався у різних газетах, у тому числі і в газеті Міжрегіонального союзу письменників України «Відображення».

## Смерть
Помер 29 червня 2015 року.

## Творчість
Є автором семи книг:
- «Поки горить моя свіча»;
- «Вишнегір'я»;
- «Казки синєглазки»;
- «Ключі від щастя»;
- «Зелений дощ»;
- «Послана зірками»;
- «Під знаком Стрільця».

## Нагороди
- Почесний громадянин міста Торецьк (згідно рішення виконкому Торецької міської ради від 23 серпня 1996 року);
- Лауреат Всеукраїнського конкурсу «Творчість без меж» у номінації «Проза-2008»;
- Лауреат міжнародної премії поета-письменника Михайла Мотусовського;
- Лауреат літературної премії імені Віктора Шутова;
- Відвінником народної освіти[4].